# Eucoptoderus
Eucoptoderus är ett släkte av skalbaggar. Eucoptoderus ingår i familjen vivlar.
Kladogram enligt Catalogue of Life:
| Eucoptoderus | \| \| Eucoptoderus affinis \| \| \| \| \| \| Eucoptoderus vermiculatus \| \| \| \| |
|              | \| \| Eucoptoderus affinis \| \| \| \| \| \| Eucoptoderus vermiculatus \| \| \| \| |
|              | Eucoptoderus affinis                                                               |
|              |                                                                                    |
|              | Eucoptoderus vermiculatus                                                          |
|              |                                                                                    |